# Associazione Sportiva Dilettantistica Abbiategrasso
L'Associazione Sportiva Dilettantistica Abbiategrasso è stata una società calcistica con sede nell'omonimo comune lombardo in provincia di Milano.

## Storia
Fondata nel 1911 con la denominazione Abbiategrasso F.B.C.. Vive il suo periodo di massimo splendore durante i primi anni '30, quando milita in Prima Divisione, categoria pari all'attuale Prima Divisione.
Stabilitasi nel campionato Interregionale nel 1981, dopo aver più volte sfiorato la promozione in C2, la società fallisce nel 1997.
L'Abbiategrasso F.B.C. nei suoi anni in attività totalizza 2 presenze in Serie C e 22 in Serie D.

## La rinascita
Abbiategrasso ritorna ad essere protagonista sulla scena regionale grazie alla A.C. Virtus Abbiategrasso che, nata nel 1974 come A.C. Virtus Ozzero (matricola F.I.G.C. 62145), cambia nel 2000 denominazione in A.C. Abbiategrasso e nel 2003 in Associazione Sportiva Dilettantistica Abbiategrasso. Per la stagione 2007-08 è iscritta al campionato di Prima Categoria lombarda.
Disputa le sue partite casalinghe allo stadio Comunale di Abbiategrasso, dedicato a Giovanni Invernizzi, allenatore campione d'Italia con l'Inter nel 1971.
Non si iscrive alla Prima Categoria Lombarda del 2015-16.

## Palmarès

### Competizioni regionali
- Promozione: 2

1975-1976 (girone C), 1980-1981 (girone D)
- Prima Divisione: 1

1940-1941 (girone D)
- Campionato italiano di terza divisione: 1

1925-1926

### Altri piazzamenti
- Serie C:

Secondo posto: 1946-1947 (girone D)
- Campionato Interregionale:

Secondo posto: 1991-1992 (girone A)
- Promozione:

Secondo posto: 1948-1949 (girone D), 1987-1988 (girone D)
Terzo posto: 1955-1956 (girone C)

## Giocatori noti
- Christian Abbiati
- Antonino Asta
- Trentino Bui
- Davide Olivares

## Fonti Ufficiali
- Archivio Storico Lombardo - raccolta privata: Comunicati Ufficiali 1914-15 e 1916.17.
- Comunicati Ufficiali Regionali pubblicati dalla Gazzetta Dello Sport - 1919-20 e 1920-21.
- Archivio Storico del Calcio Lombardo - Comitato Regionale Lombardo F.I.G.C., Comunicati dal 1931-32 a oggi.
- Comunicati Ufficiali Regionali pubblicati da Il Littoriale dal 1928 al 1932.
- Comunicati Ufficiali Presidenza Federale, Lega Nord, D.D.S. e Direttorio Federale pubblicati dai giornali:
  - Il Paese Sportivo di Torino, dal 1919 al 1928 (Biblioteca Nazionale Centrale di Firenze);
  - La Gazzetta dello Sport (Biblioteca Nazionale di Brera, Milano e B.N.C.F. di Firenze);
  - Il Corriere dello Sport (B.Univ. Bologna 1924/27, B.N.C.F. 1924/27);
  - Il Littoriale dal 1928 al 1945 (B.N.Brera 1928/29, B.N.C.F. 1928/45, B.Univ. Bologna 1927/29, B.U.Pavia 1928/34, B.U.Padova 1929/38);
  - Ristampa dei Comunicati Ufficiali F.I.G.C. dal Feb. 1949 al 1959: B.U.Brera, B.N.Castro Pretorio, Roma, raccolte presso Comitati Regionali F.I.G.C. e Lega Naz.Professionisti.

## Almanacchi
- Annuario Italiano del Football di Guido Baccani, De Agostini Editore, 3 edizioni: 1913-14, 1914-15 e 1919-20; conservati presso la Biblioteca Nazionale Centrale di Firenze. Contiene l'elenco delle società affiliate al momento in cui va in stampa (tra agosto e settembre).
- Annuario Generale Sports e Turismo edizioni Ardisci e Spera, Milano 1925: B.Univ.Brera, Milano e Comunale Sormani. Contiene l'elenco delle società affiliate (anche U.L.I.C.) e i rispettivi direttivi.
- Annuario del Giuoco del Calcio di Luigi Saverio Bertazzoni - 4 volumi editi a Modena: 1927, 1929, 1930 e 1931; presso B.Univ.Modena e B.N.C.F.. Contiene l'elenco delle società affiliate e i rispettivi direttivi, ma solo per la prima edizione (1927). Cronistoria completa dell'U.L.I.C..
- Annuario degli Enti Federali e delle Società - F.I.G.C. stagioni 1951-52, 1952-53, dal 1954-55 al 1956-57 e dal 1963 ad oggi (compresi gli annuari Regionali della Lombardia) - presso C.R.Lombardia e Lega Nazionale Professionisti, Milano.